# GIPR-Klasse EB/1
Die Elektrolokomotive der Klasse EB/1 der Great Indian Peninsula Railway (GIPR), später WCP-3 der Indian Railways (IR), war eine Probelokomotive für den Schnellzugdienst auf den mit 1500 V Gleichstrom elektrifizierten Bahnstrecken von Bombay–Pune und Bombay–Igatpuri. Die Lokomotive blieb ein Einzelstück, weil für die Serienausführung der Entwurf der EA/1 gewählt wurde.

## Geschichte
1922 wurde mit der Elektrifizierung der GIPR begonnen. Für die Beförderung der Schnellzüge auf der Gebirgsbahn zur Überwindung der Westghats waren leistungsfähige Lokomotiven notwendig. Sie mussten zudem in der Lage sein, eine Geschwindigkeit von 85 Meilen in der Stunde (137 km/h) zu erreichen. Es wurden deshalb drei Probe-Lokomotiven bei verschiedenen Herstellern bestellt, um einen geeigneten Entwurf für die Serie auswählen zu können. Die Ausschreibung und die Bewertung wurde vom englischen Elektroingenieurbüro Merz & McLellan in London überwacht. Die EA/1 ging als beste Lok aus der Bewertung hervor, so dass 21 weitere Fahrzeuge dieser Bauart bestellt wurden. Die Lokomotive ist vermutlich in den 1960er Jahren ausrangiert worden.

## Technik
Die Lokomotive hat drei einzeln angetriebene Treibachsen und zwei zweiachsige Laufdrehgestelle. Die Achsen wurden von einem Hohlwellen-Antrieb von GEC angetrieben. Sie hatte vermutlich einige Gemeinsamkeiten mit der Nr. 13 der North Eastern Railway (NER), ansonsten ist wenig über diese Lokomotive bekannt.